# Isla Ají
La Isla Ají (oficialmente Distrito Regional de Manejo Integrado Isla Ají) es una isla colombiana del océano Pacífico, ubicada en Buenaventura, Valle del Cauca. Fue declarada en diciembre de 2021 como área protegida. Cuenta con una población de 1291 familias indígenas y afrodescendientes y un área total de 24600 hectáreas.